# Machault (Ardenas)
Machault é uma comuna francesa na região administrativa de Grande Leste, no departamento das Ardenas. Estende-se por uma área de 16,58 km². Em 2010 a comuna tinha 523 habitantes (densidade: 31,5 hab./km²).